# Таусерт
Таусерт — цариця Стародавнього Єгипту, остання правителька XIX династії, «велика дружина фараона» Сеті II.

## Життєпис
Після смерті чоловіка стала регентом при малолітньому сині Саптаху. Одноосібно правила два роки, отримавши трон від свого хворобливого пасинка. Прийняла ім'я Сітра Меріамон.
Очевидно, саме за Таусерт сирієць Ірсу (відомий з великого папірусу Гарріса), скориставшись народним невдоволенням, спробував захопити єгипетський трон. Після її смерті в Єгипті настала цілковита анархія, що призвело до розбрату та занепаду країни.

## В легендах
Ймовірно правління Таусерт запам'яталося нащадкам, що відбулося у пам'яті та легендах давніх єгиптян. Надалі ці легенди розвинули арабські завойовники. В них Таусерт стала зватися Далука (Блаука). Популярні були до X ст.